# 人狼ジャッジメント
人狼 ジャッジメント（じんろうジャッジメント）は、そらいろ株式会社より配信されているスマートフォン・タブレット向け対戦型オンラインの人狼ゲームである。2018年2月22日にサービス開始。基本プレイ無料（アイテム課金制）。
大富豪や花札など、古典的なゲームのオンラインアプリをリリースしていたそらいろ株式会社が、トークゲームとして古い歴史を持つ人狼ゲームをオンライン上で遊べるようにしたアプリ。封建時代の西欧をイメージさせる世界観のゲームである。ブラウザで動作するWebアプリケーションでなく、スマートフォン向けインストールアプリとしてリリースされた。
ユーザー側でゲームの設定を大きく変えることが出来るのも特徴的であり、プレイ人数や登場する役職の設定はもちろんのこと、議論時間の長さや参加プレイヤー層の指標、市民の役職CO（いわゆる村騙り）の可否なども設定可能である。
特筆すべき点として、キャラクター群（ゲーム中に自分の分身となる存在）については、二次創作が活発に行われるなど大きな人気を得ており、リリースから一周年記念で行われたイベントで販売されたキャラクターグッズが本来の販売開始時間前に全て売り切れるという出来事もあった。キャラクターデザイナーおよび美術担当については公表されておらず、不明である。

## 沿革
- 2018年2月22日 - iOS、Android向けにサービス開始
- 2018年7月19日 - 新規キャラクターを7人追加
- 2018年8月15日 - SPキャラクターバージョン1を発売開始
- 2019年2月24日 - COFFICE門前仲町にて一周年記念イベントを実施
- 2019年3月29日 - 新役職18種類を追加する大型アップデート
- 2019年8月23日 - SPキャラクターバージョン2を発売開始
- 2019年4月27日 - マーダーミステリーJノーマルバージョンを発売開始
- 2022年2月14日 - 新UI事前ダウンロード開始
- 2022年2月21日 - 大型バージョンアップ(新役職の開放)、SPキャラクターバージョン３、スペシャルスタンプを発売開始
- 2023年3月31日 - マーダーミステリーJ SPバージョン1を発売開始
- 2024年12月23日 - マーダーミステリーJ SPバージョン2を発売開始

## ゲーム内容

### 基本的なルール
「昼間の話し合い」「夕方の投票」「夜の行動」「朝の出来事」の4パートで構成されており、その繰り返しでゲームを進めていく。基本的にゲームは「市民陣営と人狼陣営の戦い」であるが、設定により別陣営が登場することもある。ゲームの基本的な流れは以下の通り。
- (初日の夜…必ずNPC(ノンプレイヤーキャラクター)である「モブ爺」が襲撃される。)
- 昼の話し合い…各プレイヤーは自由に話し合い、処刑する人物について議論を行う。
- 夕方の投票…各プレイヤーは自分が処刑したいプレイヤーに投票する。得票数の最も多かったプレイヤーが処刑される。
- 夜の行動…人狼陣営のプレイヤーは襲撃するプレイヤーを選ぶ。また、その他の行動が可能なプレイヤーは各々の行動を行う。
- 朝の出来事…人狼等の襲撃によって無残な姿になったプレイヤーが判明する。

上記をいずれかの陣営が勝利条件を満たすまで繰り返し行う。

### ゲームモード
全国対戦
オンラインに接続し、入室する屋敷（ゲーム）を決めて不特定多数のメンバーと対戦するモード。ランキングシステムが存在し、勝敗によってランキングが上下する。
合言葉対戦
あらかじめホストが定めたキーワードを共有しておき、その合言葉を打ち込むとホストの屋敷へ接続出来るモード。
友達（フレンド）対戦
フレンド登録を行っているフレンドだけを招集して遊ぶモード。いわゆるプライベートマッチ。
対面対戦
その場で集まった仲間同士で遊ぶモード。一台のスマホを順番に回す流れで遊ぶ。このモードのみ、ライフを消費しない。

### 役職
ゲーム中には「対象が人狼かどうか判別出来る」や「人狼の襲撃から対象を守れる」といった能力を持つ「役職」が存在する。元々、リリース初期から約50種類もの役職を実装していたが、2019年3月29日の大型アップデートによって18種類の、更に2022年2月21日のアップデートで26種類の役職が追加で実装された。
多役職をウリにしている類似のWebアプリケーション（『月下人狼』など）は従来も存在していたが、それらの複製ではなく全く新しい能力を持った役職を実装するなど、ユニークな調整が図られている。

#### 陣営と役職
以下に役職の一部を記載する。
市民陣営
勝利条件…すべての「人狼」が死亡する
市民
特殊な能力を持たない普通の人間。
狼憑き
特殊な能力を持たないが、占われると「人狼である」と結果が出てしまう。
占い師
毎夜、指定した人物が「人狼」か「人狼でない」かを知ることができる。さらに、妖狐を占った場合は呪殺する。設定で初日の占い結果を「人狼で無いものからランダムで選出」か「自分で選択」かを変更可能。
偽占い師
自身を占い師だと思い込んでいる市民。誰を占っても必ず結果が「人狼でない」となる。妖狐の呪殺もできない。
狩人
毎夜、一人を人狼の襲撃から守ることができる。ただし、自分を守ることはできない。設定で同じ人物を連続で守れるか否かを変更可能。
罠師
毎夜、指定した相手に罠を設置して守る。襲撃した人狼は返り討ちに逢って死亡する。ただし狩人と守り先が被った場合、狩人が罠にかかって死亡してしまう。
霊能者
毎夜、その日に処刑された人と突然死した人が「人狼である」「人狼でない」「大狼である」「子狐である」の判別ができる。
猫又
投票で処刑されてしまうとランダムで一人道連れにしてしまう。人狼に襲われた場合は確実に人狼を一人道連れにする。
双子
二人一組の役職。お互いが市民陣営である事を知っている。設定で片方が死亡した際に相方が道連れになるか否かを変更可能。
女王
死亡すると市民陣営が全滅してしまう。市民陣営からは誰が女王か分かる。プリンセスが生存している場合、女王が死亡しても全滅を免れる。
プリンセス
女王がいる場合のみ選択可能な役職。女王からは誰がプリンセスか分かるが、自分がプリンセスである事を知らない。女王が死亡すると即位して次の女王になる。

人狼陣営
勝利条件…「市民」の数を「人狼」の数以下にする
人狼
毎夜、指定した人物を襲撃することができる。
強欲な人狼
一度だけ、一晩で2名を襲撃できる人狼。
一匹狼
他の仲間と意思疎通が出来ない人狼。他の人狼たちにも誰が一匹狼か分からないが、自身は他の仲間が誰か認識できる。設定で認識できるのが人狼チャットに参加できる役職のみか、人狼陣営全員なのかを変更可能。
狂人
人狼に味方する危険な人間。ただし、誰が人狼かは知らない。人狼陣営であるが、人間としてカウントされる。
ささやく狂人
人狼と互いに認識し、夜時間の会話にも参加できる狂人。
狼少年
毎夜、生存者から一人を選んで占い結果を「人狼である」にする事ができる。霊媒の結果は覆せない。
黒猫
処刑すると、市民陣営からランダムに1名を道連れにする。処刑以外での死亡道連れは発生しない。

妖狐陣営
勝利条件…ゲーム終了時に「妖狐」、または「子狐」が生存している
妖狐
特殊な妖術で人狼に襲撃されても死亡しないが、占われると呪殺されてしまう。人狼にも人間にもカウントされない。
子狐
50％の確率で成功する占いができる。失敗した場合は「占い失敗」と表示される。また彼女の占いでは妖狐は呪殺できない。人狼に襲撃されると死んでしまうが、占われても呪殺されない。また誰が妖狐か分かるが、妖狐側からは誰が子狐かは分からない。
背徳者
妖狐に心酔した人間。妖狐陣営における「狂人」と同様の存在だが、妖狐・子狐が全滅すると後追いで死亡してしまう。

その他の役職
いずれの陣営にも属さない役職。ゲーム終了時に条件を満たしていると他陣営の勝敗と別に追加で勝利となる。
殉教者
襲撃、処刑、暗殺など突然死以外の方法で死亡すると追加勝利。
てるてる坊主
投票で処刑されると追加勝利。
サンタ
毎夜、一人にプレゼントを贈る事ができる。生存者全員にプレゼントを贈り終えると屋敷を去って追加勝利が確定する。
復讐者
初日の夜に復讐相手を一人選び、復讐相手が死亡、自身が生存している状態でゲームが終了すると追加勝利となる。

### ストーリー
吹雪の中で遭難した人々(プレイヤー)が屋敷に避難したところ、その中に恐ろしい人狼が潜んでおり、その脅威を排除するために議論を行い処刑者を決断していく、というあらすじが設定されている。なお、全てのゲームでは必ず初日に「モブ爺」というNPCが人狼に襲撃され、死亡するところから始まる。

### 課金システム
ライフ
アカウント毎に「ライフ」を5つ持っており、一回のプレイで1つ消費する。これらのライフを回復するためには課金が必要である。しかしライフはタイトルに表示される動画広告を視聴、または時間経過で回復するので事実上は永続的に無料でプレイ可能である。ライフの上限は5個+94個で合計99個となっている。
SPキャラクター
登場キャラクターのアイコンを別のビジュアルに変更出来るようになるアイテム。いずれのバージョンも全キャラ分のセット販売であり、3800円で購入可能である。現時点で、SP1～SP3と、マダミスJノーマル、SP1、SP2バージョンが発売されている。
スタンプ
登場キャラクターのいろいろな表情があるスタンプを会話の中で利用することができる。